# John Burgman

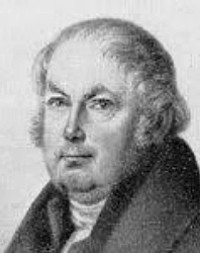
John Burgman

Johan John David Burgman, född 1764 i Stockholm, död 11 februari 1833, var en svensk grosshandlare, skeppsredare och varvsägare samt filantrop.

## Biografi
John Burgman var son till Laurent Burgman (1723–1794) och Maria Elisabet Fahlborg (1734–1805). Burgman var delägare till det på Södra Djurgården belägna Lothsackska skeppsvarvet, uppkallat efter den tyskfödde köpmannen Ephraim Lothsack. Varvsområdet låg lite längre västerut än dagens Djurgårdsvarvet, ungefär vid Gröna Lund. Burgman drev varvet i kompanjonskap med sin svärson grosshandlaren Adolf Fredholm. Efter svärfaderns död 1833 blev Fredholm ensamägare och var i familjens ägo fram till mitten av 1860-talet då verksamheten lades ner.
Åren 1827 till 1828 lät Burgman uppföra den byggnad i Djurgårdsstaden som idag är känd som Djurgårdskyrkan. Dess huvudfunktion var ursprungligen att tjäna som skollokal för barnen till varvets många arbetare. 1830 donerade Burgman byggnaden till Ladugårdslands församling. Enligt donatorn fick byggnaden även användas som gudstjänstlokal vilket också skedde. Från och med 1865 användes byggnaden endast för skolverksamhet men omdanades 1880 till kyrka och har sedan dess fungerat som sådan. 
Burgman blev känd för sitt sommarnöje kallat Burgmans fåfänga som han lät bygga på Skansenbergets nordvästra sluttning. Anläggningen ligger idag inom friluftsmuseet Skansen. Från Burgmans tid återstår ”Röda längan”, ”Gula huset”, ”Sagaliden” och några exotiska växter.

### Personligt
John Burgman var gift med Marianne Wharton, härstammande från North Yorkshire i England. Han hade en fosterdotter, Mary Barnes, född 1804 i London. Han efterlämnade en stor förmögenhet i form av kontanter, inventarier, fastigheter och fartyg.